# Isagoras apolinari
Isagoras apolinari är en insektsart som beskrevs av Morgan Hebard 1933. Isagoras apolinari ingår i släktet Isagoras och familjen Pseudophasmatidae. Inga underarter finns listade i Catalogue of Life.